# Moto Hachiman
Moto Hachiman (元八幡) est un petit mais très ancien et historiquement important sanctuaire shinto situé à Kamakura, préfecture de Kanagawa au Japon.

## Histoire
Bien qu'officiellement appelé Yui Wakamiya (由比若宮), ce minuscule sanctuaire à Zaimokuza est généralement connu sous le nom Moto Hachiman (« Hachiman original », surnom qui figure même sur les panneaux routiers), et en face de son torii se trouve une stèle avec les mots Moto Tsurugaoka Hachiman-gū (元鶴岡八幡宮). Ce sanctuaire à l'abandon se compose juste d'un torii, de deux lanternes de pierre (tōrō) et d'un honden ou sanctuaire dans lequel est vénéré le grand kami Hachiman. Il est toutefois fameux car il est le lieu d'origine du grand Tsurugaoka Hachiman-gū, symbole de Kamakura.
Le panneau qui se trouve en face du sanctuaire dit :

« À propos de l'origine du nom “Tsurugaoka Hachiman-gū”, l'Azuma Kagami dit : 

« Minamoto no Yoriyoshi, après sa campagne victorieuse contre Abe no Sadato, en août 1063 a érigé ce temple et y transféré une partie du kami du Iwashimizu Hachiman-gū de Kyoto. En février 1081 le sanctuaire est réparé par Minamoto no Yoshiie. »

Il est probable que cette zone est alors appelée « Tsurugaoka ». Le 12e jour du 10e mois de 1180 Minamoto no Yoritomo, afin d'adorer ses ancêtres, fait transférer Yui Wakamiya de son emplacement actuel vers le nord d'une zone de montagne appelée Kobayashi et qui devient le Tsurugaoka Hachiman-gū. Lorsque l'Azuma Kagami dit que Minamoto no Yoritomo rend finalement visite à ses lointains ancêtres au Tsurugaoka Hachiman-gū, c'est de ce sanctuaire dont il s'agit. Le nouveau sanctuaire utilise le nom de son prédécesseur sans modification. À partir de ce moment, cet endroit est appelé “Moto Hachiman”. »

La décision de Yoriyoshi a des conséquences profondes pour le pays puisque Hachiman est le kami tutélaire de Minamoto, Kamakura est maintenant la terre des ancêtres de sa famille. Cette situation, combinée avec le fait que Kamakura est une forteresse naturelle et son désir de quitter Kyoto, convainc Yoritomo que c'est le bon endroit pour fonder son shogunat. En conséquence, Kamakura devient la capitale officieuse du Japon.
On ignore quand le nom officiel du sanctuaire a été transformé en « Yui Wakamiya ». Le Moto Hachiman est un « site historique national ».